# Guus Til
Guus Til (Samfya, 1997. december 22.) zambiai születésű holland válogatott labdarúgó, a PSV Eindhoven játékosa.

## Pályafutása

### Klubcsapatokban
Az Alkmaar saját nevelésű játékosa és itt lett profi játékos. 2016. augusztus 4-én mutatkozott be csereként az első csapatban az Európa-ligában a PASZ Jánina ellen. Szeptember 18-án a bajnokságban góllal mutatkozott be a PEC Zwolle ellen.
2019. augusztus 5-én szerződtette az orosz Szpartak Moszkva csapata négy évre. 2020. szeptember 3-án kölcsönbe került a német Freiburg klubjához. 2021. június 2-án hosszabbított a Szpartak Moszkvával, majd a holland Feyenoordhoz került kölcsön. 2022 július elején a PSV Eindhoven csapatába igazolt.

### A válogatottban
2018 márciusában bekerült Ronald Koeman holland válogatott keretébe. Március 26-án Portugália ellen be is mutatkozott a 78. percben Kenny Tete cseréjeként.

## Statisztika

### Klub
| Klub       | Szezon   | Bajnokság      | Bajnokság | Bajnokság | Kupa  | Kupa  | Nemzetközi | Nemzetközi | Összesen | Összesen |
| Klub       | Szezon   | Bajnokság      | Mérk.     | Gólok     | Mérk. | Gólok | Mérk.      | Gólok      | Mérk.    | Gólok    |
| ---------- | -------- | -------------- | --------- | --------- | ----- | ----- | ---------- | ---------- | -------- | -------- |
| Jong AZ    | 2016–17  | Tweede Divisie | 14        | 3         | 0     | 0     | 0          | 0          | 14       | 3        |
| AZ Alkmaar | 2016–17  | Eredivisie     | 11        | 2         | 2     | 0     | 3          | 0          | 16       | 2        |
| AZ Alkmaar | 2017–18  | Eredivisie     | 33        | 9         | 6     | 2     | 0          | 0          | 39       | 11       |
| AZ Alkmaar | 2018–19  | Eredivisie     | 8         | 1         | 0     | 0     | 2          | 1          | 10       | 2        |
| AZ Alkmaar | Összesen | Összesen       | 52        | 12        | 8     | 2     | 5          | 1          | 65       | 15       |
| Összesen   | Összesen | Összesen       | 66        | 15        | 8     | 2     | 5          | 1          | 79       | 18       |

### Válogatott
| Nemzet    | Évek     | Pályára lépések | Gólok |
| --------- | -------- | --------------- | ----- |
| Hollandia | 2018     | 1               | 0     |
| Összesen  | Összesen | 1               | 0     |

## Sikerei, díjai
- Jong AZ
  - Tweede Divisie: 2016–17

- PSV Eindhoven
  - Holland szuperkupa: 2022